# Mary-Noël Niba
Mary-Noël Niba est une réalisatrice et productrice de cinéma et de télévision camerounaise, également responsable des Relations publiques à l’ambassade du Cameroun en France.

## Biographie
Née au Cameroun, Mary-Noël Niba se forme aux métiers du cinéma à l’université de Valenciennes, à celle d'Aix-Marseille et à l’École supérieure de réalisation audiovisuelle (ESRA) de Paris en France. 
Elle commence sa carrière à la Cameroon Radio Television (CRTV) en 1992 comme réalisatrice d’émissions d’information et de documentaires et en 1996 elle ouvre son agence de production audiovisuelle Luman communications.
Après quelques années passées à la CRTV, elle s'installe en France et se met à son compte comme productrice réalisatrice de la société camerounaise Luman communications,.

## Filmographie

### Documentaire
- 2016: Bamenda City
- 2011: Le Dos de la veuve.
- 2006: Double H, ou Le Brouetteur d’Essos.
- 2004: Thermomètre.
- 2002: Bafoussam, FENAC 2002: «Suivez le guide».
- 2002: Yannick, ou Le Pied de l’espoir.
- 1999: Le Français au Cameroun
- 1997-1998: L’Héritier de Mellam et Zéro ballon. Films radiophoniques
- 1995: Le Français au Cameroun
- 1994: Situation des enfants au Cameroun.
- 1992-1999: Le Français tel quel.
- 1992-1999: Journal Télévisé de 20H30 – CRTV
- 1992-1995: Migrations.

### Long métrage
- 2018: Partir ? [6]
- 2017: La Fille de lune[7].

- 2015: Claire, ou L'Enfant de l’amour[8]

### Film institutionnel
- 2016 : CAMTEL, L'Ére numérique.

### Magazine
- 1992-1993: Les arcanes du sport.
- 1997-1999: Recto-Verso.

### Série
- 2016: Jane et Mary

### Projet
- 2000: Coordonnatrice «Matila 2000», concours du meilleur scénario au Cameroun
- 1996: Luman communication: entreprise de production audiovisuelle

## Récompenses
- 2020: Coup de cœur du Festival Le temps presse à Paris .
- 2019: Meilleur documentaire camerounais au Festival Écrans Noirs avec Partir [9]
- 2015: Prix du meilleur second rôle avec Claire, ou L'Enfant de l’amour